# Bajatjevo
Bajatjevo (bulgariska: Баячево) är ett distrikt i Bulgarien.   Det ligger i kommunen Obsjtina Tărgovisjte och regionen Tărgovisjte, i den nordöstra delen av landet, 280 kilometer öster om huvudstaden Sofia.